# GoldWave
GoldWave是GoldWave公司出品的一款音频编辑软件。最初版本于1993年4月发行。

## 特色
- 即時圖形輸出，如波形、頻譜等。
- 支援 WAV、MP3、Windows Media Audio、Ogg、FLAC、AIFF、AU、Monkey's Audio、VOX、mat、snd、voc或者其他的聲音檔案格式。
- 效果预览
- 保存和恢复效果预设
- 多重撤销级别
- 同时编辑多个文件
- 支持编辑大文件
- 基本与高级的效果和过滤器，如降噪、压缩器/扩展器、音量整形、音量匹配器、音高、混响、重采样和参数均衡器。
- 支持DirectX音频插件
- 支持批量处理和转换，将一组文件转换为不同的格式并应用效果
- 有使用RAM的存储选项。

## 先前版本和当前的兼容性
4.26之前的所有版本都可以在任何32位Windows操作系统上运行（3.03之前的版本是16位应用程序，不能在64位Windows版本中运行）。自2004年以来，随着第5版的发布，GoldWave已不再支持Win95、Win98和Win98SE等Windows版本（尽管GoldWave仍可在Windows 98SE上运行，尽管不受支持），并使该软件在这些系统上无法使用。此外，系统要求也略有增加，因为现在700兆赫的奔腾III和DirectX 8是最低系统要求的一部分，而以前的版本要求的是300兆赫的奔腾2和DirectX 5。2014年发布的第6版只支持Windows 7 64位及以上版本。

## 反应
- GoldWave被用来分析登月的历史录音，[3]包括确定宇航员尼尔·阿姆斯壯的名句中的 "缺字"[3][4] 。
- 亚当·杨（即猫头鹰之城）在他的第一张大牌专辑《海洋之眼》中使用GoldWave录制了所有的人声[5]。
- 视频游戏《大富翁X4》的英文音频是用GoldWave录制的。[6]
- 游戏中的广播系统，即《半条命》中的Vox，就是用GoldWave制作的。

## 外部連結
- North American official site （页面存档备份，存于）
- Canadian mirror site （页面存档备份，存于）